# Ateleopus indicus
Espèce
Ateleopus indicus est une espèce de poisson  Ateleopodiformes.

## Référence
- Alcock, 1891 : Class Pisces. Annals and Magazine of Natural History (Series 6) 8-43/44 pp 119-138.